# Bryant Nieling
Bryant Nieling (Sittard, 31 oktober 2002) is een Nederlands voetballer die als verdediger voor  Cambuur Leeuwarden  speelt.

## Carrière
Nieling werd door Fortuna Sittard gescout bij RKFC Lindenheuvel en doorliep daar de jeugdopleiding. Hij zat in het seizoen 2022/23 een aantal keer op de bank bij het eerste elftal, maar een debuut bleef uit.
Voor het seizoen 2023/24 werd Nieling verhuurd aan MVV Maastricht. Hij debuteerde in het betaald voetbal op 13 augustus 2023, tegen VVV-Venlo (3-1). Hij mocht in de slotminuten invallen voor Bryan Smeets. Hij speelde dat seizoen in totaal 30 wedstrijden voor de Maastrichtenaren.
Medio 2024 verkaste Nieling naar SC Cambuur. Hij debuteerde op 9 augustus tegen zijn oude club MVV (1-0). In zijn tweede wedstrijd voor Cambuur pakte hij een rode kaart waardoor hij drie wedstrijden werd geschorst. Op 28 februari 2025 maakte hij zijn eerste doelpunt in het betaald voetbal, tegen VVV-Venlo (5-0). 

## Carrièrestatistieken
| Seizoen                       | Club             | Competitie      | Competitie | Competitie | Beker | Beker | Overig | Overig | Totaal | Totaal |
| Seizoen                       | Club             | Competitie      | Wed.       | Dlp.       | Wed.  | Dlp.  | Wed.   | Dlp.   | Wed.   | Dlp.   |
| ----------------------------- | ---------------- | --------------- | ---------- | ---------- | ----- | ----- | ------ | ------ | ------ | ------ |
| 2022/23                       | Fortuna Sittard  | Eredivisie      | 0          | 0          | 0     | 0     | –      | –      | 0      | 0      |
| 2023/24                       | → MVV Maastricht | Eerste divisie  | 29         | 0          | 1     | 0     | –      | –      | 30     | 0      |
| 2024/25                       | SC Cambuur       | Eerste divisie  | 27         | 1          | 2     | 0     | 0      | 0      | 29     | 1      |
| Carrière totaal               | Carrière totaal  | Carrière totaal | 56         | 1          | 3     | 0     | 0      | 0      | 59     | 1      |
| Bijgewerkt tot 29 maart 2025. |                  |                 |            |            |       |       |        |        |        |        |